# 中央分區
國家冰球聯盟的中央分區成立於1992－93年度賽季；當時隸屬中央分區的球隊分別是：
- 芝加哥黑鷹
- 科羅拉多雪崩
- 達拉斯星
- 明尼蘇達荒野
- 納什維爾掠奪者
- 溫尼伯噴射機

分區調整後的國家冰球聯盟球隊所在位置

1996－97年度賽季，溫尼伯噴射機遷往美國亞利桑那州鳳凰城，並改名為鳳凰城土狼。
1998－99年度賽季，聯盟重新劃定分區，其中達拉斯星和鳳凰城土狼調往太平洋分區，多倫多楓葉調往东北分区。另外，納什維爾掠奪者則以新隊加入。
2000－01年度賽季，哥倫布藍衣加入聯盟，撥歸中央分區。
2013－14年度賽季，聯盟重新劃定分區，西北分區被取消。哥倫布藍衣調往大都會分區，底特律紅翼調往大西洋分區，科羅拉多雪崩、明尼蘇達荒野、達拉斯星和溫尼伯噴射機撥歸中央分區。
現時隸屬中央分區的球隊分別是：
- 芝加哥黑鷹
- 聖路易斯藍調
- 納什維爾掠奪者
- 科羅拉多雪崩
- 達拉斯星
- 明尼蘇達荒野
- 聖路易斯藍調
- 溫尼伯噴射機

## 分區冠軍
- 1994 - 底特律紅翼
- 1995 - 底特律紅翼
- 1996 - 底特律紅翼
- 1997 - 達拉斯星
- 1998 - 達拉斯星
- 1999 - 底特律紅翼
- 2000 - 聖路易斯藍調
- 2001 - 底特律紅翼
- 2002 - 底特律紅翼
- 2003 - 底特律紅翼
- 2004 - 底特律紅翼
- 2005 - 賽季取消
- 2006 - 底特律紅翼
- 2007 - 底特律紅翼
- 2008 - 底特律紅翼
- 2009 - 底特律紅翼
- 2010 - 芝加哥黑鷹
- 2011 - 底特律紅翼
- 2012 - 聖路易斯藍調
- 2013 - 芝加哥黑鷹
- 2014 - 科羅拉多雪崩
- 2015 - 聖路易斯藍調
- 2016 - 達拉斯星
- 2017 - 芝加哥黑鷹
- 2018 - 納什維爾掠奪者
- 2019 - 納什維爾掠奪者